# Parcul Liniei
Parcul Liniei este un parc liniar⁠(en)[traduceți] din  Cartierul Militari din Sectorul 6, București, România, edificat pe terenul care a aparținut unei linii ferate dezafectate ce străbătea Bucureștiul dinspre partea de vest a acestuia, spre centru. Structura sa este formată din 3 porțiuni aflate între bulevardul Paul Teodorescu și strada Valea Cascadelor, gândite astfel încât poată fi inaugurate progresiv. În prezent (2024) au fost date în folosință doar 2 din cele 3 porțiuni, acestea incluzând 8 din cele 16 hectare de suprafață proiectate și aproximativ 1,2 km din cei 4,2 km liniari finali ai parcului.
Lucrările la parc au fost gândite astfel încât să fie reversibile, pentru a putea fi implementat, la nevoie, proiectul unui tren metropolitan prin înlăturarea amenajărilor făcute.

## Originea

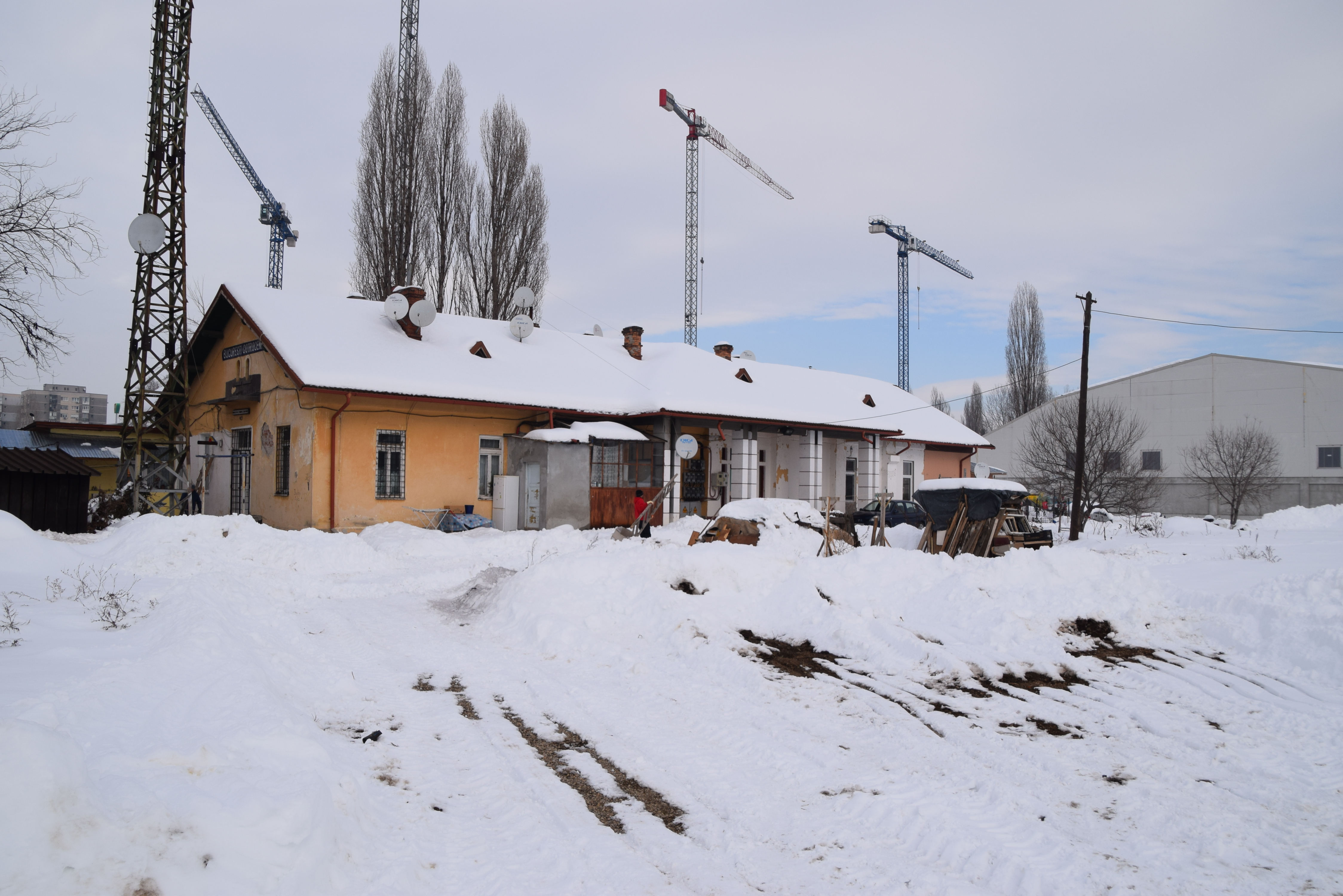
Fosta Gară Cotroceni din cartierul Militari.

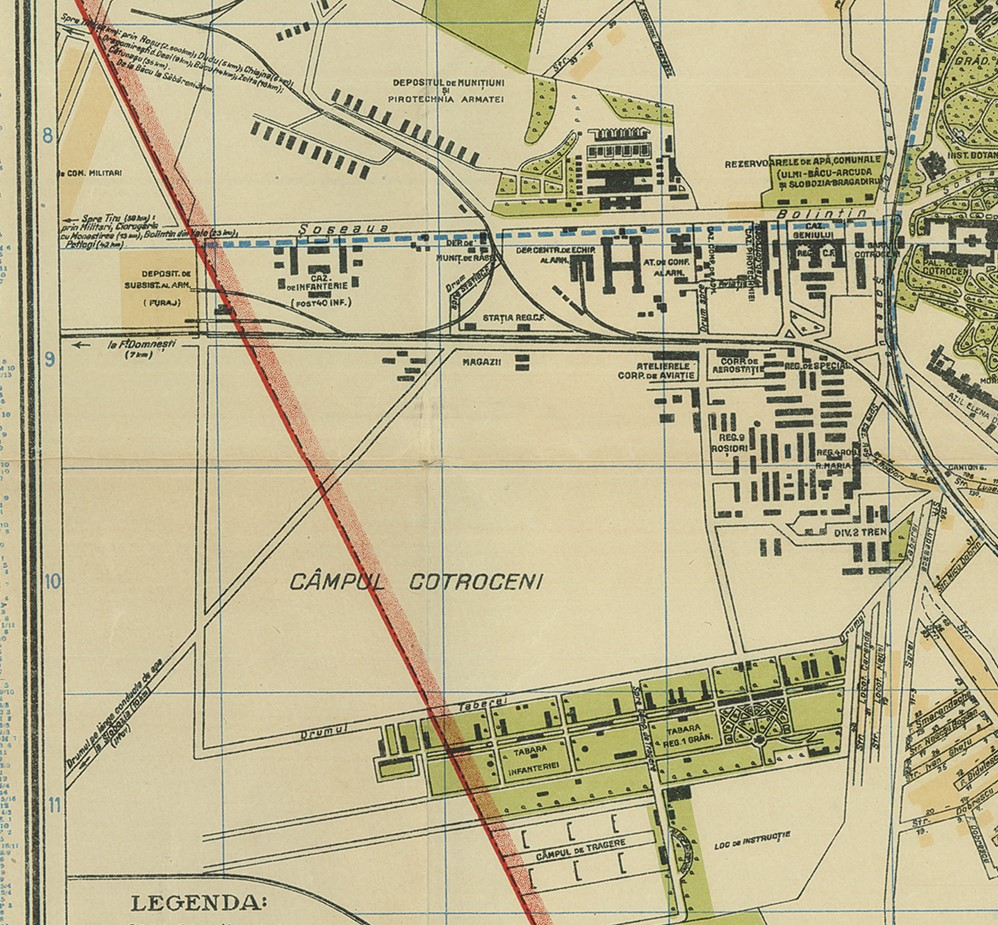
Partea terminală dinspre Cotroceni a fostei căi ferate și joncțiunea acesteia cu calea ferată dintre Gara Basarab și Gara Filaret (aici pe o hartă din 1921).

La origine, terenul pe care urma să se afle viitorul parc a aparținut unei linii de cale ferată care, străbătea Bucureștiul pe o lungime de 6 km dinspre partea de vest a acestuia, spre centru. Terenul, aparținând Ministerului Transporturilor avea  o lățime variabilă, de la 16 la 40 de m. Odată linia dezafectată, terenul acesteia și cel adiacent au fost lăsate în părăsire și au ajuns în paragină, devenind în timp sediul unor construcții temporare și depozit de gunoaie.
În același timp însă, în zonele limitrofe s-au dezvoltat noi spații rezidențiale, astfel că a apărut nevoia de regenerare urbană a spațiului aflat în cauză.

## Edificarea

### Proiectele
În materie de astfel de idei, la începutul anilor 2020 au concurat aceea de primarului Sectorului 6, de a fi terenul transformat într-un complex format din parcări supraterane și un bulevard (care, ar fi preluat din traficul auto de pe bulevardele Iuliu Maniu și Timișoara) și aceea de a fi transformată într-un parc urban. O a treia ideea a avut în vedere reabilitare și repunerea în funcțiune a liniei ferate, de această dată pentru transportul de pasageri.
- lățimea zonei (cu minim de 16 m) însă nu ar fi permis transformarea într-un nou bulevard edificat după parametri acceptabili. În plus, acest nou bulvard a fi fost sursă de nouă creștere a numărului de mașini, de persistență și de agravare a problemelor aduse de intensitatea mare a traficului și de poluarea generată de aceasta.[1]
- în ce privește soluția reabilitării și repunerii în funcțiune a căii ferate, aceasta nu s-ar fi justificat dată fiind existența în proximitate a liniei de metrou din zona bulevardului Iuliu Maniu și a liniei de tramvai de pe bulevardul Timișoara. Ultima, odată optimizată ar fi putut rezolva problema necesarului excedentar de trafic de pasageri.[1]
- a rămas valabilă oportunitatea de a valorifica un spațiu liniar care, ar fi avut un rol de axă verde, ar fi permis deplasarea pe întreaga axa de vest a orașului cu mijloace alternative nepoluante și ar fi fost un spațiu de relaxare. Mai mult, caracterul său de potențial de „plămân verde” aflat în arealul unora dintre cartierele cele mai aglomerate ,din București, ar fi urmat să exploateze potențialul de apariție a unor spații comerciale, de utilitate publică (inclusiv subterane) și de relaxare necesare pentru zonele rezidențiale limitrofe. În acest context, noul parc ar fi urmat să conserve potențialul de edificare unei gări intermodale la periferia de vest a orașului (lângă stația de metrou Preciziei). Situația în cauză ar fi permis, astfel, asigurarea unor trenuri rapide care, ar fi putut servi și localitățile periurbane sau direcțiile spre Alexandria și Giurgiu și ar fi fost o nouă oportunitate de a elimina ambuteiajele masive provocate de mașinile individuale care, intră în București folosind bulevardele Iuliu Maniu și Timișoara.[1]

A ieșit astfel, în evidență, oportunitatea de încurajare a traficului pietonal și a celui cu mijloace alternative de deplasare, prin crearea unui parc cu o lățime medie de 30 m.

### Apariția
În anul 2022, ONG-ul Urbanize Hub (specializat pe regenerare urbană) împreună cu Primăria Sectorului 6 au realizat în colaborare un proiect de transformare a spațiului liniei, în parc. Deși acesta a înglobat ideea de existență a unei linii de tren metropolitan, dorită foarte mult de către Primăria Municipiului București, prezența acesteia a rămas însă problematică.
Evoluția respectivului proiect a fost ajutată de faptul că acest a câștigat competiția „Cities of Tomorrow”, ceea ce i-a oferit vizibilitate, iar execuția sa a fost gândită în mai multe faze care, să se desfășoare etapizat pe mai mulți ani. Trenul metropolitan a fost luat în considerare în calitate de posibilitate care să se materializeze sa nu, fără ca aceasta să greveze asupra dării în funcțiune a parcului propriu-zis. Finanțarea primei faze a luat în considrarea contribuțiii venite atât din partea administrației publice cât și din partea dezvoltatorilor imobiliari, urmând ca pentru faza a doua să se aplice pentru finanțare prin proiecte europene.
Proiectul a fost gândit în trei etape, iar lucrările au fost proiectate astfel încât să fie reversibile, ca să poată fi implementat, la nevoie, proiectul trenului metropolitan prin înlăturarea amenajărilor.
În luna mai 2022 au început lucrările la edificarea parcului, într-o primă fază urmând să fie amenajați 42.098 mp. La 1 iunie 2023 porțiunea respectivă, aflată între Hypermarketul Cora Lujerului și Gara Cotroceni, a fost dată în folosință. Ulterior inaugurării, suprafața acestei porțiuni a fost extinsă la 4,5 hectare. Calea ferată a fost aici acoperită cu o punte de lemn.
Lucrările pentru a doua porțiune au demarat în luna iunie 2023. În anul următor, la 28 aprilie 2024 aceasta a fost inaugurată, ea fiind localizată între Gara Cotroceni și bulevardul Doina Cornea. La al doilea tronson, linia ferată a fost acoperită cu marnă.
Conform Primăriei Sectorului 6 lucrările la ultima porțiune a parcului ar urma să înceapă în primăvara anului 2025. În anul 2024, această cea de-a treia porțiune a fost inclusă în Masterplanul velo al primăriei Municipiului București, de dezvoltare a circa 150 de km de piste de biciclete.

## Structura
Parcul Liniei este situat în  cartierul Militari din Sectorul 6, București, România. La finalul edificării sale, acesta ar urma să aibă o suprafață totală de aproximativ 16 hectare și o lungime de aproximativ 4,2 km, întinzându-se pe 3 porțiuni situate între bulevardul Paul Teodorescu (fost Doina Cornea) și strada Valea Cascadelor.

### Secțiuni
Prima secțiune (Faza I) se întinde între Hypermarketul Cora (actual Carrefour) Lujerului și Gara Cotroceni, are o suprafață de 4,5 hectare și o lungime de 630 m. Pe această porțiune predomină locurile de relaxare și de joacă. O pistă de biciclete o prelungește pe cea existentă în cea de-a doua porțiune. Există și alte facilități sportive, precum și o fântână arteziană la nivelul solului și un spațiu destinat patrupedelor.
A doua secțiune (Faza II) se întinde între Gara Cotroceni și bulevardul Paul Teodorescu (fost Doina Cornea), până în spatele centrului comercial AFI Cotroceni, are o suprafață de 3,5 hectare și o lungime de 580 m. Această a doua porțiune are pe lângă o pădure urbană în suprafața de 1 hectar, mai multe facilități pentru sport, precum și foișoare, o zonă pentru hamace, o piațetă, o fântână drydeck și un spațiu pentru 30 de steaguri (27 ale statelor din Uniunea Europeană, 1 al Republicii Moldova, 1 al UE și unul al Primăriei Sectorului 6). Pista sa de biciclete o continuă pe cea din prima porțiune.
A treia secțiune (Faza III) este proiectată să se întindă între străzile Lujerului și Valea Cascadelor, să aibă o suprafață de 8 hectare și o lungime de 3 km. În intenție urmează să existe în arealul respectiv zone de picnic, de hamace, de cățărare, locuri de joacă, terenuri de sport, o piațetă urbană, o zonă de artă urbană și de evenimente, spații comerciale și o zonă de expoziție CFR.

### Record disputat
Cu toate că Primăria Sectorului 6 afirmă că acesta ar fi cel mai lung parc liniar din Europa, totuși, Lee Valley Park din Marea Britanie este lung de 25 de mile și are o suprafață de 10.000 de acri.